# Lepnica gajowa
Lepnica gajowa (Silene nemoralis Waldst. & Kit.) – gatunek z rodziny goździkowatych (Caryophyllaceae).

## Rozmieszczenie geograficzne
Występuje w Europie Środkowej oraz górach Europy Południowej. W Polsce rośnie w Pieninach, Skalicach Spiskich i Beskidzie Wyspowym. W Pieninach Środkowych i Pieninach Spiskich jest pospolita, w Małych Pieninach została znaleziona tylko w Wąwozie Homole. W Skalicach Spiskich opisano dwa stanowiska we wschodniej części Niedzicy. W 1998 r. opisano jej stanowisko w miejscowości Krasne Potockie.

## Morfologia
ŁodygaWzniesiona, pojedyncza, krótko owłosiona, lepka, do 100 cm wysokości.
LiścieOwłosione. Liście odziomkowe łopatkowate, długości 5–10 cm. Liście łodygowe siedzące, lancetowate lub odwrotnie lancetowate, zaostrzone, długości 2–5 cm.
KwiatyZebrane w wiechę. Szypułki owłosione. Kielich 10-nerwowy, długości 18–22 mm. Płatki białe, głęboko wcięte, bez przykoronka, o owłosionym paznokciu. Słupek z trzema szyjkami.
OwocTorebka z trzoneczkiem długości torebki.

## Biologia i ekologia
Roślina dwuletnia lub bylina, hemikryptofit. Rośnie w murawach naskalnych. W Pieninach występuje na wysokości 450-95- m n.p.m. Kwitnie od czerwca do sierpnia, zapylana jest przez owady. Liczba chromosomów 2n=24.